# 마테우스 파투
마테우스 안토니우 소자 산투스(포르투갈어: Matheus Antonio Souza Santos, 1995년 6월 8일 ~ )는 마테우스 파투(포르투갈어: Matheus Pato)라는 이름으로 알려져 있는 브라질의 축구 선수이다. 포지션은 공격수이며 현재 중국 슈퍼리그의 산둥 타이산 소속이다. K리그에서의 2019년 시즌 등록명은 안토니오였지만, 2021년 시즌에는 파투였다.